# Verwaltungsgemeinschaft Nordendorf
Verwaltungsgemeinschaft Nordendorf – wspólnota administracyjna w Niemczech, w kraju związkowym Bawaria, w rejencji Szwabia, w regionie Augsburg, w powiecie Augsburg. Siedziba wspólnoty znajduje się w Nordendorf. Powstała 1 maja 1978.
Wspólnota administracyjna zrzesza sześć gmin (Gemeinde):
- Allmannshofen, 817 mieszkańców, 10,31 km²
- Ehingen, 970 mieszkańców, 9,64 km²
- Ellgau, 1026 mieszkańców, 13,89 km²
- Kühlenthal, 817 mieszkańców, 7,13 km²
- Nordendorf, 2286 mieszkańców, 7,51 km²
- Westendorf, 1528 mieszkańców, 6,32 km²